# Ihor Chawałdżi
Ihor Chawałdżi (ukr. Ігор Хавалджі; ros. Игорь Хавалджи; ur. 3 kwietnia 1990) – ukraiński zapaśnik startujący w stylu wolnym. Zajął siódme miejsce na mistrzostwach Europy w 2012. Siódmy w Pucharze Świata w 2011 roku.